# Шумили
Шумили́ —   село в Україні, у Лебединській міській громаді Сумського району Сумської області. Населення становить 2 осіб. До 2020 орган місцевого самоврядування — Михайлівська сільська рада.

## Географія
Село Шумили знаходиться на відстані 1 км від сіл Майдаки і Парфили. По селу протікає пересихаючтий струмок з загатою. Поруч проходить автомобільна дорога Т 1918.

## Історія
12 червня 2020 року, відповідно до Розпорядження Кабінету Міністрів України № 723-р «Про визначення адміністративних центрів та затвердження територій територіальних громад Сумської області» увійшло до складу Лебединської міської громади.
19 липня 2020 року, після ліквідації Лебединського району, село увійшло до Сумського району.